# Plaza de toros de Éibar

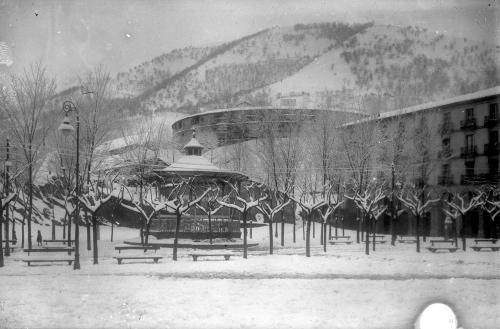
Plaza de Untzaga de Éibar, al fondo se aprecia la plaza de toros de Éibar (invierno de 1937).

La plaza de toros de Éibar es el coso taurino de la localidad guipuzcoana de Éibar en el País Vasco, España. Está ubicada en la parte alta de la ciudad armera, sobre la plaza principal de la misma.  Cuenta con un aforo de 3.300 localidades y se utiliza para diferentes propósitos, siendo los taurinos muy excepcionales desde finales del siglo XX. Está catalogada de tercera categoría y es de titularidad municipal.

## Historia
En Éibar se han venido desarrollando corridas de toros desde el  siglo XVII habiendo sido declarados fechas de fiesta taurina los  días de San Juan, San Pedro, San Blas y San Andrés, como testimonio de ello es el cuadro que Ignacio Zuloaga pintó en 1899 titulado Corrida de toros en Éibar donde se representa  una corrida de toros en la plaza de Unzaga ante la casa torre de Orbea, ya desaparecida. El cuadro se encuentra en el Palacio de Villalón de Málaga, dentro de la colección perteneciente al  Museo Carmen Thyssen. Fruto de la afición taurina ha sido la aparición de figuras como Pedro Basauri Paguaga, Pedrucho.
A finales del siglo XIX se decide la construcción de una plaza de toros fija y se ubica en la ladera derecha del valle sobre la plaza de Untzaga. El 24 de junio de 1903, día de San Juan fiestas de Éibar, se inaugura la  instalación taurina en cuyo acto participa la relevante figura del momento Cocherito de Bilbao. En los años posteriores el coso fue ganando popularidad y participaban en la feria de San Juan figuras relevantes como Machaquito y Rodolfo Gaona.  
Durante la Guerra Civil la población de Éibar quedó por siete meses en la línea del frente y sufrió grandes daños. La plaza de toros no se mantuvo al margen y también fue gravemente dañada. Tras la contienda se reconstruyó volviendo a la actividad. En 1959 se decide realizar una reforma y ampliar su aforo. El 30 de septiembre de 1961 se reinaugura con un aforo de 3.300 localidades y con un concepto de utilización multiusos dando cabida a otras actividades y espectáculos.
En 1994 se organiza el Festival Ignacio Zuloaga que se repetiría anualmente todos los meses de mayo y en cuyos carteles se representaban motivos pictóricos del artista. Este festival completaba los que se realizaban en San Andrés y San Juan, en junio.
El coso eibarrés ha sido objeto de multitud de proyectos de reforma que nunca llegaron a cuajar, entre ellos el de la primera plaza de toros cubierta de España; en el año 2009 se tomó la decisión de su derribo para sustituirla por una infraestructura más polivalente. El 17 de mayo de 2009 se celebró su última corrida, con la participación de figuras como El Niño de la Capea, Paco Ojeda, José Ortega Cano, Juan Antonio Ruiz Espartaco y El Litri.
En el año 2012, tras varios años de inactividad y con la afición taurina muy mermada, el ayuntamiento de Éibar decide adecuar las instalaciones para ubicar en ellas un nuevo espacio multideportivo. Se ubican dos pistas, una para jugar al tenis y otra para jugar al fútbol o baloncesto. Las instalaciones son totalmente flexibles ya que se pueden desmontar y dejar toda la arena libre para otros eventos.
Ese mismo año, el actor Ibón Uzkudun, junto con el guionista Eneko Andueza, miembro de la Comisión Taurina Eibarresa, produjeron un documental titulado Toros en Éibar.
Grupos musicales locales como EH Sukarra utilizaron la plaza para grabar sus videoclips.